# Masalski
Masalski (Massalski) – polski herb szlachecki, pochodzenia ruskiego.

## Opis herbu
W polu czerwonym krzyż łaciński złoty zaćwieczony na takimż inicjale "M". Klejnot: Pięć piór strusich. Labry czerwone, podbite złotem.

## Herbowni
Bakiewicz, Chmielnicki, Dzieszczowski, Kotowicki, Krzywicki, Krzywiecki, Masalski – Massalski – Maszalski – Moszalski, Mielwid, Milwid, Mołochowiec, Nehledyński, Pernarowicz, Pernerowski – Pernorowski, Swłyński, Swołyński, Tuchanowski, Tuhanowski, Weryha, – Werycha, Szczerbińscy.